# Acalypha weddelliana
Acalypha weddelliana é uma espécie de flor do gênero Acalypha, pertencente à família Euphorbiaceae.